# 미키 웰치
마이클 프란시스 웰치(Michael Francis Welch, 1859년 7월 4일 ~ 1941년 7월 30일)는 "스마일링 미키"(Smiling Mickey)라는 별명을 가진 미국의 전 프로 야구 선수로, 1880년대와 90년대에 메이저 리그 베이스볼(MLB)에서 우완 투수로 활약하였다. 13시즌 동안 트로이 트로전스와 뉴욕 자이언츠에서 뛰었다. 통산 565경기에 출전해 4802이닝을 던지며 307승 210패, 525완투, 41완봉, 2.71의 평균자책점을 기록했다. 1973년 야구 명예의 전당에 입성했다.